# ミラン・ウィリアムズ
ミラン・ウィリアムズ（Milan B. Williams, 1948年3月28日 - 2006年7月9日）は、アメリカ合衆国のキーボード奏者であり、コモドアーズのオリジナルメンバーだった。

## 来歴
ミシシッピ州オコローナ市生まれ。色々な楽器の演奏に長けていた兄アールの影響を受けてピアノを始めた。
最初に結成したバンドThe Jaysを解散した後の1967年に、アラバマ州タスキギー大学の新入生であったコモドアーズのオリジナルメンバーたちと出会い、バンドを結成した。1969年にはニューヨーク市のアトランティック・レコードでシングル「Keep On Dancing」を録音した。
ミランはコモドアーズ最初のヒットとなった器楽曲「Machine Gun」を作曲。その他にも「The Bump」「Rapid Fire」「I'm Ready」「Better Never Than Forever」「Mary Mary」「Quick Draw」「Patch It Up」「X-Rated Movie」「Wonderland」「Old-Fashion Love」「Only You」(ライオネル・リッチー脱退後の初アルバム『Commodores 13』からのシングルカット。プロデュースも担当),「You Don't Know That I Know」「Let's Get Started」「Brick House」といった曲を提供した。
1989年にはコモドアーズを脱退。南アフリカでの公演を拒絶したことが原因と言われている。
2006年、テキサス州ヒューストンにて癌により58歳で死去。